# Son Bonaventura
Son Bonaventura és una possessió del terme municipal de Llucmajor, Mallorca, situada al nord, a la zona muntanyosa, a la partió amb el municipi d'Algaida. L'any 1685 ja estava escindida de Son Pons Verd, ara Son Verd. Ocupa una superfície de 49,74 quarterades i confronta pel nord amb terrenys de les possessions Albenya, Pola i Son Lleó, totes d'Algaida; pel sud amb Son Verd i per l'est amb sa Maimona, ambdues de Llucmajor.

## Les cases
La casa de la possessió té, alineats linealment, l’habitatge dels senyors amb capella, l’habitatge dels amos i algunes dependències agropecuàries (solls i estables). La casa té dues crugies i dues altures: planta baixa i porxo. La façana principal, orientada al sud, presenta una disposició asimètrica de les obertures. La planta baixa consta de tres portals allindanats amb llindar i situats a nivell més elevat del terra, per la qual cosa cada un té els seus corresponents escalons per accedir-hi.
De forma aïllada, al costat de la casa, se situen altres dependències agropecuàries: pallissa, cups, sestadors, solls i estables. Com a instal·lacions hidràuliques hi ha un aljub i una cisterna situats entorn de la casa. A uns 500 metres de la casa hi ha una zona amb dues barraques de carboner (una d’elles en runes), un forn, unes sitges i un pou.